# 任昌辉
任昌辉（1911年—1989年），中国人民解放军将领、中国人民解放军开国少将。
曾任河南军区参谋长。1955年，授予中国人民解放军少将。